# Daihon’ei

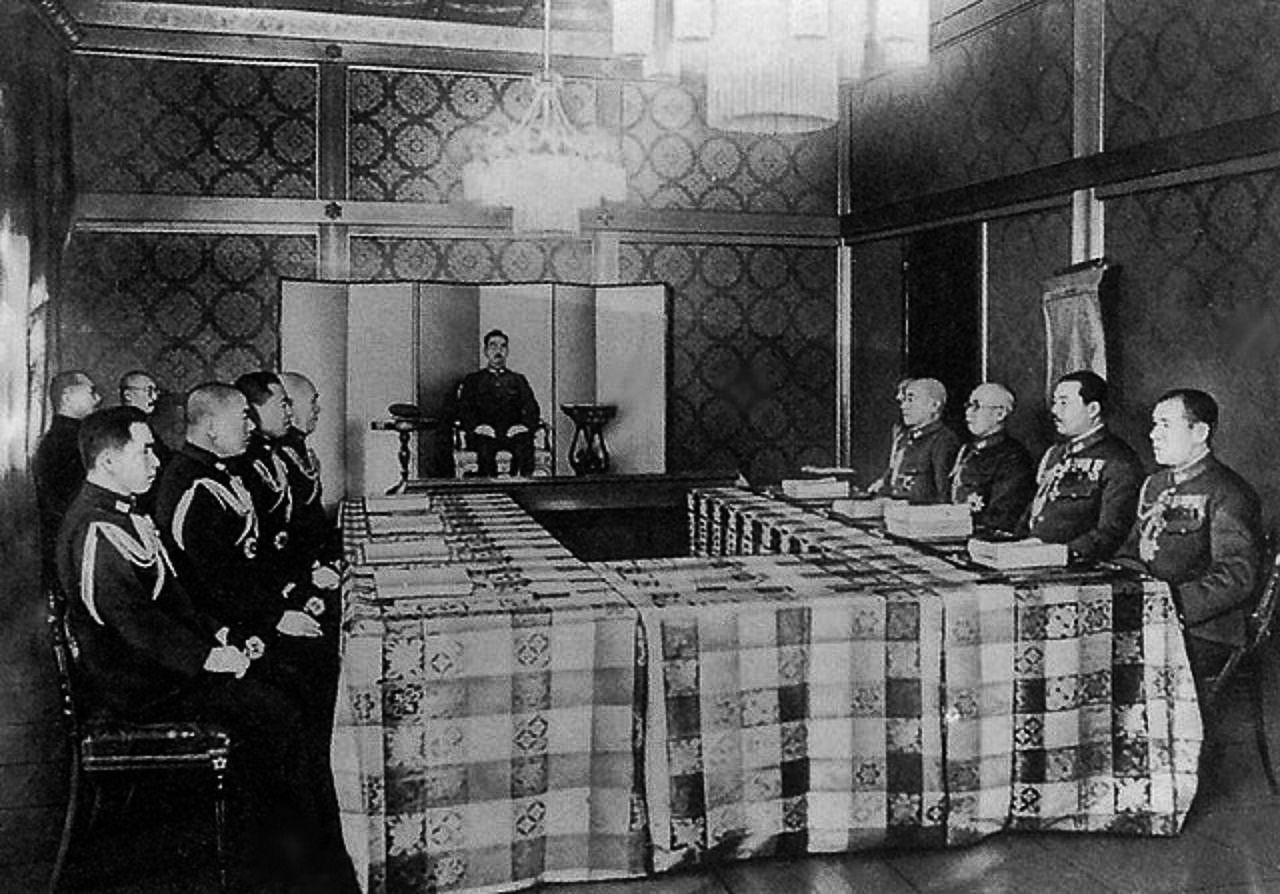
Tennō Hirohito mit dem Generalstab im Daihon’ei am 29. April 1943

Das Daihon’ei (jap. 大本営, dt. etwa „großes Hauptquartier“), im Englischen als Imperial General Headquarters bezeichnet, war das gemeinsame Oberkommando im Kriegs- und Ausnahmefall für Armee (Heer) und Marine in Japan während des Kaiserreichs.

## Geschichte

### Aufbau
Festgeschrieben wurde seine Einrichtung 1893, erstmals einberufen wurde es im Juni 1894 in Hiroshima für den Ersten Japanisch-Chinesischen Krieg. Nach Kriegsende 1896 aufgelöst, wurde es erneut im Russisch-Japanischen Krieg von 1904 bis 1905 eingerichtet und schließlich erneut 1937 nach Ausbruch des Zweiten Japanisch-Chinesischen Krieges, der später in den Pazifikkrieg eskalierte. Das Daihon’ei unterstand nominell direkt dem Tennō, der nach der Verfassung den Oberbefehl über Armee und Marine führte. Es war völlig unabhängig von der zivilen Regierung Japans, einschließlich des Kabinetts und sogar des Premierministers von Japan.

### Zusammensetzung vor und im Zweiten Weltkrieg
Die Zusammensetzung der Führungsspitze des Daihon’ei vor und im Zweiten Weltkrieg war neben dem Tenno wie folgt:
- Chef des Generalstabs der Kaiserlich Japanischen Armee
  - Kotohito Kan’in (1931–1940)
  - Hajime Sugiyama (1940–1944)
  - Hideki Tōjō (1944)
  - Yoshijirō Umezu (1944–1945)
- Chef des Admiralstabs der Kaiserlich Japanischen Marine
  - Hiroyasu Fushimi (1932–1941)
  - Osami Nagano (1941–1944)
  - Shigetarō Shimada (1944)
  - Koshirō Oikawa (1944–1945)
  - Soemu Toyoda (1945)
- Heeresminister
  - Hajime Sugiyama (1937–1938, 1944–1945)
  - Seishirō Itagaki (1938–1939)
  - Shunroku Hata (1939–1940)
  - Hideki Tōjō (1940–1944)
  - Korechika Anami (1945)
- Marineminister
  - Mitsumasa Yonai (1937–1939, 1944–1945)
  - Zengo Yoshida (1939–1940)
  - Koshirō Oikawa (1940–1941)
  - Shigetarō Shimada (1941–1944)
- Generalinspekteur
  - Toshizō Nishio (1938–1940)
  - Otozō Yamada (1940–1944)
  - Hajime Sugiyama (1944)
  - Shunroku Hata (1944–1945)
  - Kenji Doihara (1945)
  - Sadamu Shimomura (1945)
- Aide-de-camp des Tenno
  - Hata Shunroku  (1939)
  - Hasunuma Shigeru (1939–1945)

### Geplante Ausweichanlage
Im Zuge des sich verschlechternden Kriegsverlaufs im Pazifikkrieg wurde in Matsushiro (heute Teil von Nagano) mit dem Bau des Matsushiro Daihon’ei als unterirdische Führungsanlage begonnen, um im Falle einer US-Invasion die militärische und politische Führung dorthin zu verlagern.

### Auflösung
Nach der Kapitulation Japans ordnete der Supreme Commander for the Allied Powers am 13. September 1945 die Auflösung des kaiserlichen Generalhauptquartiers, des Daihon’ei, an.

## Doktrin

### Vorherrschaft des Heeres
Ein gemeinsamer Generalstab, der sowohl die Belange des Landheeres als auch die der Marine vertrat und dem entsprechende Stäbe für beide Waffengattungen unterstellt waren, bevorzugte zunächst die Heerestruppen. Der Auftrag des Heeres war die gesamte nationale Verteidigung, der Auftrag der kaiserlichen Marine war dagegen nur die maritime Verteidigung. Der Generalstabschef des Heeres war somit auch formell Kommandeur aller Marinestreitkräfte, entstammte der Kaiserlichen Familie und hatte den Rang eines Generals inne, der Oberkommandierende der Marine war dagegen in der Anfangsphase des Daihon’ei nur ein Konteradmiral. Es war damit das Heer, das exklusiven Zugang zum Tenno hatte und die Zuteilung von Ressourcen und die strategische Planung nachdrücklich beeinflussen konnte.

### Aufstieg der Marine
Die Begründung der Heeresvertreter, dass die entscheidenden Schlachten um das Schicksal Japans an Land geführt werden würden und dass deshalb sämtliche militärischen Aktivitäten seiner Kontrolle unterstehen müssten, stieß auf heftigen Widerstand der Marinevertreter. Sie wünschten sich einen eigenen Admiralstab mit gleichen Kompetenzen, da das Heer ihrer Ansicht nach nicht über ausreichendes Verständnis für komplexe Marineoperationen verfügte.
Die Idee der Vorherrschaft des Landheeres hatte Japan aus Preußen übernommen, dessen geografische und geostrategische Lage als Landmacht nicht mit der Japans zu vergleichen war. Die Marine argumentierte, dass ein Angreifer den japanischen Inseln, sollte er die umliegenden Meere kontrollieren, auch ohne Bodentruppen, durch das Abschneiden von Handels- und  Nachschubtransporten existentiellen Schaden zufügen könnte.

### Einigung
Auf Weisung des Tenno wurde 1893 schließlich ein Kompromiss erzwungen. Der Chef des neuen Admiralstabes hatte nun ebenfalls Zugang zum Kaiser, jedoch beschränkte sich sein offizielles Aufgabengebiet auf die Küstenverteidigung. Damit hatte die Marine einen eigenen Vertreter am Thron, das Oberkommando über die Marine lag im Kriegsfall aber weiter bei einem Heeresvertreter.
1899 und 1903, als die Regelungen für das Daihon’ei neu erörtert wurden, und sich der Russisch-Japanische Krieg abzuzeichnen begann, setzten die Marinevertreter eine volle Gleichberechtigung ihrer Teilstreitkraft durch.
Die Beziehungen zwischen dem japanischen Heer und der Marine wurden jedoch nie freundlich oder lösungsorientiert und waren auch in der Folge oft von tiefer Feindschaft geprägt.

### Verbindungskonferenz zwischen dem kaiserlichen Generalstab und der Regierung
Im November 1937 richtete Kaiser Hirohito innerhalb des kaiserlichen Generalstabs ein Gremium ein, das als Verbindungskonferenz zwischen dem kaiserlichen Generalstab und der Regierung bekannt wurde, um die Chefs von Heer und Marine enger mit seiner zivilen Regierung abzustimmen. Die Verbindungskonferenzen sollten dabei helfen, die Entscheidungen und Bedürfnisse der beiden militärischen Abteilungen des kaiserlichen Hauptquartiers mit den Ressourcen und der Politik der zivilen Regierung in Einklang zu bringen. Allerdings war schon allein eine Einigung zwischen Heer und Marine über die strategische Planung oft schwierig zu erzielen.
Entscheidungen der Verbindungskonferenzen wurden auf Kaiserlichen Reichstagen, die Kaiser Hirohito persönlich im Tokioter Kaiserpalast leitete, formell bekannt gegeben und genehmigt.